# Juniputsch

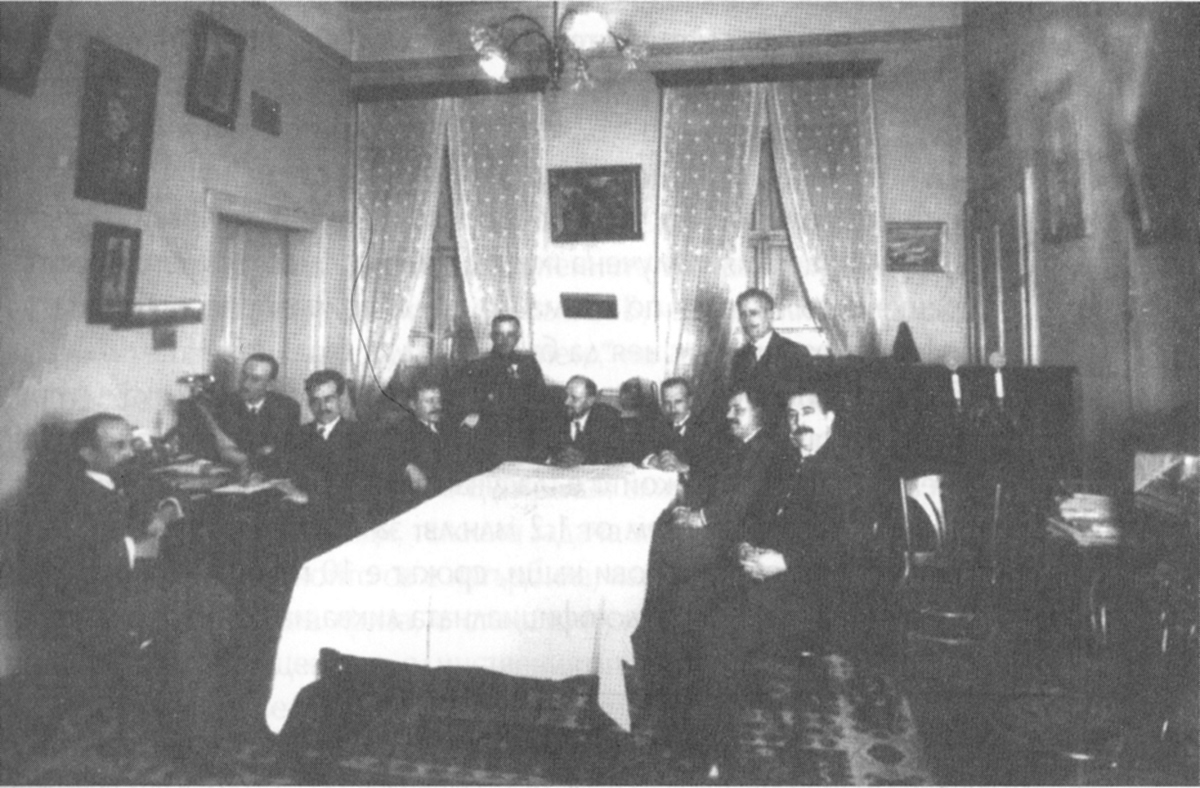
Die Anführer des Juniputsches, von links nach rechts:
Dimo Kassasow, Kimon Georgiew, Nikola Ratschew, Janaki Mollow, Iwan Walkow, Aleksandar Zankow, Christo Kalfow, Iwan Russew, Petar Todorow, Zwjatko Boboschewski

Der Putsch vom 9. Juni 1923, in Bulgarien als Neunter-Juni-Putsch (bulg. Деветоюнски преврат/Dewetojunski prewrat) bekannt, war ein erfolgreicher Militärputsch gegen die Regierung von Aleksandar Stambolijski, der im Zuge des Putsches erschossen wurde. Am Putsch beteiligten sich auch Teile der Inneren Mazedonischen Revolutionären Organisation (IMRO).

## Vorgeschichte
Bei den Wahlen zur Nationalversammlung im Mai 1920 wurde der Bauernvolksbund die mit Abstand stärkste Partei. Ihr Führer Aleksandar Stambolijski konnte dadurch alleine regieren und sein ehrgeiziges Reformprogramm umsetzen, dessen bedeutendste Punkte die Enteignung von Großgrundbesitz und die straffe staatliche Organisation der Landwirtschaft waren. Stambolijski regierte das Land mit eiserner Hand; seine politischen Gegner und bürgerliche Kreise warfen ihm vor, das Land in eine „Bauerndiktatur“ geführt zu haben. Er begann spätestens ab 1922, gegen Oppositionelle mit Verhaftungen und Zensur vorzugehen.
Mit den Nachbarn und ehemaligen Kriegsgegnern Griechenland und Serbien (Serbisch-Bulgarischer Krieg, Balkankriege, Erster Weltkrieg) betrieb Stambolijski eine Politik des Ausgleichs und der Annäherung nach dem verlorenen Weltkrieg. Im März 1923 unterzeichnete er mit Jugoslawien das Abkommen von Niš, in dem sich die beiden Staaten dazu verpflichteten, Maßnahmen zum gegenseitigen Schutz an der Staatsgrenze zu treffen.
Damit geriet Stambolijski in die Rolle des Feindbildes Nummer eins der IMRO und der bulgarischen Offiziers-Elite. Die IMRO konnte nun nicht mehr ungehindert von Bulgarien aus im jugoslawischen Teil Makedoniens operieren. Die IMRO, welche die Annäherung an den jugoslawischen Erzfeind der Organisation ohnehin missbilligte, begann nun, mit nationalistischen Offizieren, mit dem stillschweigenden Einverständnis des Königs Boris III., einen Putsch zu organisieren, bei dem Stambolijski abgesetzt werden sollte.

## Ausgang
Als Stambolijski sich im Urlaub befand, putschten die Nationalisten am 9. Juni 1923 unter Führung von Aleksandar Zankow. Er übernahm noch am selben Tag die Befehlsgewalt über Militär und Polizei und erklärte Stambolijski für abgesetzt.
Stambolijski versteckte sich in seinem Heimatdorf im Bezirk Pasardschik, wo er am 14. Juni von Mitgliedern der IMRO-Komitadschi aufgespürt und erschossen wurde. Er war nach Stefan Stambolow der zweite Ministerpräsident Bulgariens, der von bulgarischen Nationalisten aus Makedonien umgebracht wurde.
Die Orange Garde, die Miliz der Bulgarischen Bauernpartei, wurde zerschlagen.
Mit Zankow hatte Bulgarien nun wieder eine rechte Regierung, die der IMRO die Hoheit über Pirin-Makedonien verlieh. Die IMRO übernahm die Kontrolle über die Grenze zwischen Bulgarien und dem Königreich Jugoslawien und unterstützte nicht nur die rechte Regierung, sondern knüpfte auch enge Kontakte zum faschistischen Italien unter Benito Mussolini, das im Königreich Albanien an Einfluss gewann.

## Folgen
Aleksandar Zankow wurde am 9. Juni 1923 als Nachfolger Stambolijskis zum Ministerpräsidenten Bulgariens ernannt. Er übernahm zudem das Amt des Ministers für Nationale Erziehung.
Die erfolglosen Abwehrkämpfe der Arbeiter und Bauern gegen den Putsch wurden als Juniaufstand bekannt. Er begann am Tag des Putsches und endete am 13. Juni mit dem Fall des letzten Widerstandsnestes im Gebiet von Malko Tarnowo an der türkischen Grenze. Viele Anhänger des Bauernbundes wurden ohne Urteil ermordet, führende Politiker wie Petko Petkow interniert.
Obwohl die bulgarischen Kommunisten im Putsch strenge Neutralität wahrten, wurden sie durch die neue Regierung der „demokratischen Eintracht“ verfolgt. Nach einer Verhaftungswelle im September des gleichen Jahres, bei der etwa 2500 Kommunisten verhaftet worden waren, entschieden sich diese für die Durchführung des Septemberaufstandes.